# Ventricolo laringeo
Il ventricolo laringeo o ventricolo del Morgagni è un'estroflessione della laringe, situata nella regione laterale di tale struttura. La fessura che ne determina l'ingresso è delimitata:
- Superiormente dal legamento vestibolare (o legamento ventricolare), che rappresenta l'asse delle corde vocali false. Questo legamento, una volta ricoperto di mucosa, identifica la piega vestibolare.
- Inferiormente dal legamento vocale, che identifica, insieme al muscolo vocale, l'asse delle corde vocali vere. Una volta ricoperta di mucosa, tale struttura è detta piega vocale.

Il ventricolo laringeo potrebbe essere definito la membrana elastica intermedia della laringe, ma, in merito a ciò, ci sono ancora molte controversie. È più giusto affermare la presenza di una lamina connettivale, di spessore minore alla membrana quadrangolare e cono elastico, che avvolge il ventricolo di Morgagni. Si evidenzia, talvolta, la presenza di un'ulteriore estroflessione di tale ventricolo, che prende il nome di appendice del ventricolo laringeo o sacculo.
Il ventricolo laringeo non ha un'apparente funzione. Può essere sede di laringocele (estroflessioni della mucosa che formano una massa o possono infettarsi) o di tumori laringei tardivamente diagnosticati per la oggettiva difficoltà nella osservazione endoscopica dell'area.